# Nibuwatar
Nibuwatar – gaun wikas samiti w środkowej części Nepalu w strefie Narajani w dystrykcie Makwanpur. Według nepalskiego spisu powszechnego z 2001 roku liczył on 817 gospodarstw domowych i 4477 mieszkańców (2217 kobiet i 2260 mężczyzn).